# Resolutie 2301 Veiligheidsraad Verenigde Naties
Resolutie 2301 van de Veiligheidsraad van de Verenigde Naties werd op 26 juli 2016 unaniem aangenomen door de VN-Veiligheidsraad. De resolutie verlengde het mandaat van de VN-vredesmacht in de Centraal-Afrikaanse Republiek tot in november 2017 en paste het aan. Nu er een nieuwe grondwet en president waren, was de overgangsperiode in het land beëindigd. Het was nu zaak het land te stabiliseren en de gewapende groeperingen die dat probeerden te verhinderen te bestrijden.

## Achtergrond
Al sedert de onafhankelijkheid van Frankrijk in 1960 wordt de CAR geplaagd door staatsgrepen en geweld. Toen rebellen in 2003 de macht grepen, begonnen drie andere rebellenbewegingen een oorlog tegen hen. In 2007 werd een vredesakkoord getekend en in 2009 vormden ze samen een regering.
Eind 2012 brak er opnieuw rebellie uit tegen het bewind van toenmalig president François Bozizé. Diens regering vroeg om internationale hulp, maar dit werd geweigerd. Op 11 januari 2013 werd een vredesakkoord getekend, waarbij de eerste minister werd vervangen door een oppositielid.
Op 24 maart 2013 had een islamitische coalitie van rebellen uit het noorden genaamd Seleka de macht gegrepen, waarop ze aan het plunderen sloegen. Als reactie daarop namen christelijke Anti-Balaka-milities de wapens op en kwam de burgeroorlog echt op gang.
Er werd een overgangsraad opgericht en Catherine Samba-Panza, burgemeester van de hoofdstad Bangui, werd tot interim-president benoemd. Er kwamen ook vredeshandhavers naar het land, eerst Franse, dan Europese (EUFOR RCA) en later namens de VN (MINUSCA). In mei 2015 werd een vredesconferentie gehouden, waar werd besloten tot verzoening en ontwapening.

## Inhoud
Het verzoenen van de Centraal-Afrikaanse bevolking was prioritair. Mannen en vrouwen van alle sociale, economische, politieke, religieuze en etnische lagen van de bevolking moesten daarbij betrokken worden. Daarom was men tevreden dat een aantal religieuze leiders samen probeerden een einde te maken aan het geweld tussen christenen en moslims. Ook waren doorheen het land consultaties gehouden met de bevolking, was een akkoord bereikt over het hervormen van leger en politie en hadden gewapende groepen toegezegd alle kindsoldaten in hun rangen vrij te laten. In december 2015 was met een referendum een nieuwe grondwet goedgekeurd, en in maart 2016 was Faustin-Archange Touadéra verkozen als de nieuwe president.
Het Centraal-Afrikaanse leger was te zwak, en de aanleidingen van het conflict bleven bestaan. Gewapende groeperingen hadden agenten ontvoerd in de hoofdstad Bangui en het Verzetsleger van de Heer had aanvallen en ontvoeringen gepleegd in het zuidoosten van het land.
De commissie die met resolutie 2127 was opgericht om de schendingen van de mensenrechten te onderzoeken was tot de conclusie gekomen dat de belangrijkste partijen in het conflict, de Seleka, de Anti-Balaka en elementen van het leger gelinkt aan gewapende groepen, mogelijke oorlogsmisdaden en misdaden tegen de menselijkheid hadden gepleegd. Zo hadden de Anti-Balaka etnische zuiveringen gepleegd. Op vraag van de Centraal-Afrikaanse regering had ook het Internationaal Strafhof in september 2014 al een onderzoek geopend.
De humanitaire situatie in de Centraal-Afrikaanse Republiek was dan ook dramatisch. Meer dan 418 000 interne verdrevenen hadden hulp nodig en zo'n 36 000 zaten vast in enclaves. Daarnaast waren meer dan 480 000 mensen – vooral moslims – naar buurlanden gevlucht.
Het mandaat van de VN-vredesmacht MINUSCA en de toestemming die aan Frankrijk was gegeven voor de Franse operatie in de CAR werden verlengd tot 15 november 2017. Het aantal manschappen bleef gelijk, op ongeveer 13 000. De prioriteiten van de missie waren het beschermen van de bevolking en VN-personeel, de mensenrechten bevorderen en de levering van noodhulp mogelijk maken. De strategische doelstelling was dat de gewapende groeperingen zouden verdwijnen. Daarvoor zou MINUSCA meewerken aan het politieke verzoeningsproces, de uitbreiding van het overheidsgezag naar heel het grondgebied, de hervorming van leger en politie, ontwapening en herintegratie van strijders, ordehandhaving en de strijd tegen straffeloosheid.
Lijst ·  2260 ·  2261 ·  2262 ·  2263 ·  2264 ·  2265 ·  2266 ·  2267 ·  2268 ·  2269 ·  2270 ·  2271 ·  2272 ·  2273 ·  2274 ·  2275 ·  2276 ·  2277 ·  2278 ·  2279 ·  2280 ·  2281 ·  2282 ·  2283 ·  2284 ·  2285 ·  2286 ·  2287 ·  2288 ·  2289 ·  2290 ·  2291 ·  2292 ·  2293 ·  2294 ·  2295 ·  2296 ·  2297 ·  2298 ·  2299 ·  2300 ·  2301 ·  2302 ·  2303 ·  2304 ·  2305 ·  2306 ·  2307 ·  2308 ·  2309 ·  2310 ·  2311 ·  2312 ·  2313 ·  2314 ·  2315 ·  2316 ·  2317 ·  2318 ·  2319 ·  2320 ·  2321 ·  2322 ·  2323 ·  2324 ·  2325 ·  2326 ·  2327 ·  2328 ·  2329 ·  2330 ·  2331 ·  2332 ·  2333 ·  2334 ·  2335 ·  2336